# Le Havre
Le Havre kikötőváros Franciaország északnyugati részén, a Szajna jobb partján.
Otthont ad többek közt a Le Havre-i Egyetemnek. Franciaország kulturális és történelmi városa címet viseli. Lakosainak száma 166 462 fő (2022. január 1.). Le Havre Harfleur, Fontaine-la-Mallet, Gonfreville-l’Orcher, Montivilliers, Octeville-sur-Mer és Sainte-Adresse községekkel határos.

## Földrajza
Le Havre a Pays de Caux déli részén, a Szajna tölcsértorkolatában fekszik.

## Népesség
A település lakosságának változását az alábbi diagram mutatja:
| Lakosok száma | 172 074 | 172 807 | 172 366 | 172 769 | 170 147 | 169 733 | 168 290 | 165 830 | 166 058 | 166 462 |
|               | 2013    | 2014    | 2015    | 2016    | 2017    | 2018    | 2019    | 2020    | 2021    | 2022    |

## Története
A várost 1517-ben alapították Franciscopolis néven, I. Ferenc francia király után elnevezve. Később a város neve Le Havre-de-Gráce lett. A középkorban a település egy kis halászattal és mezőgazdasággal foglalkozó falu volt.

## Látnivalók
- Az óváros
- A Szent József-templom
- A tanácsház
- A Musée d'art moderne André-Malraux
- A Normandia híd
- A Catène de Container
- Les Docks Vauban

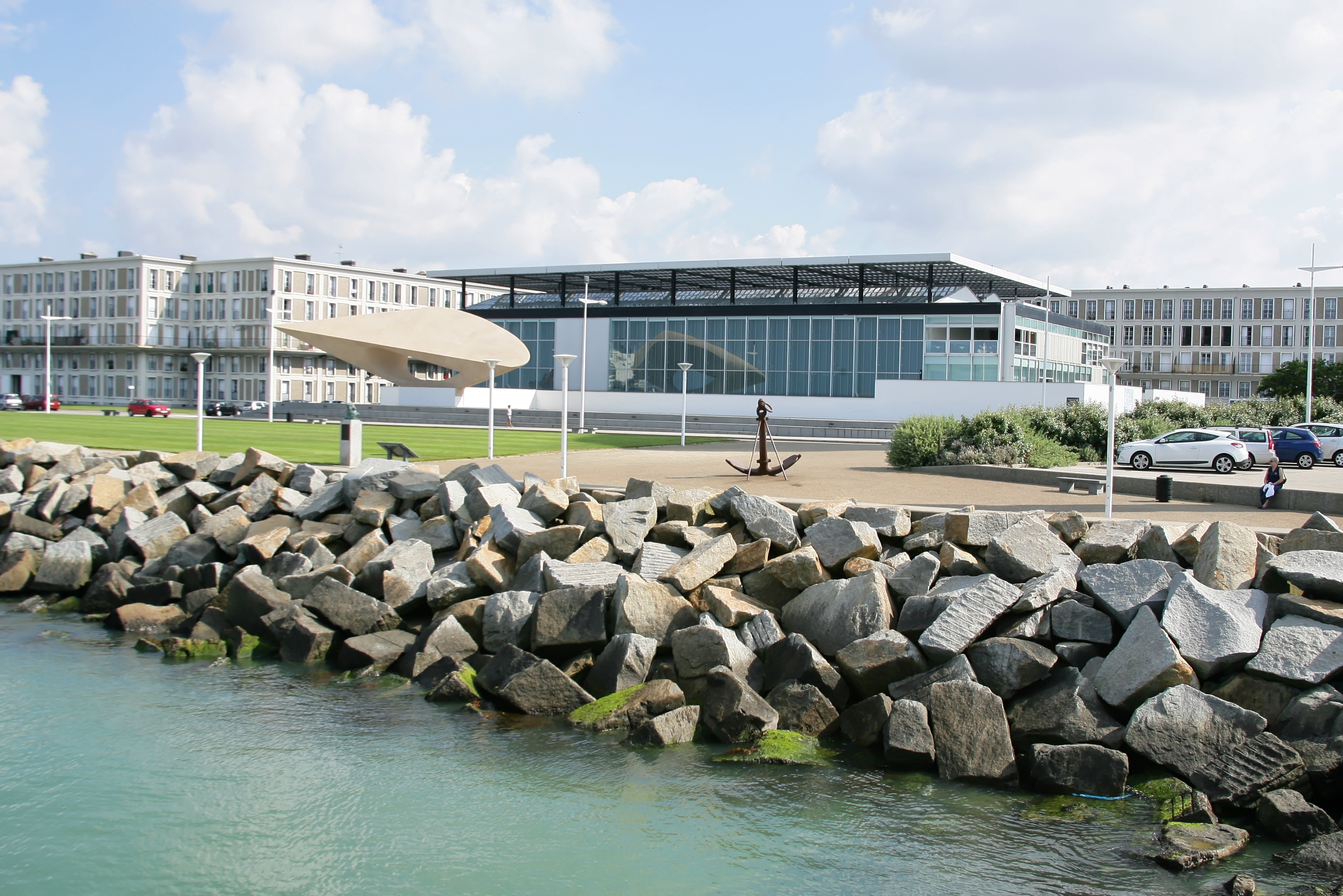
A múzeum
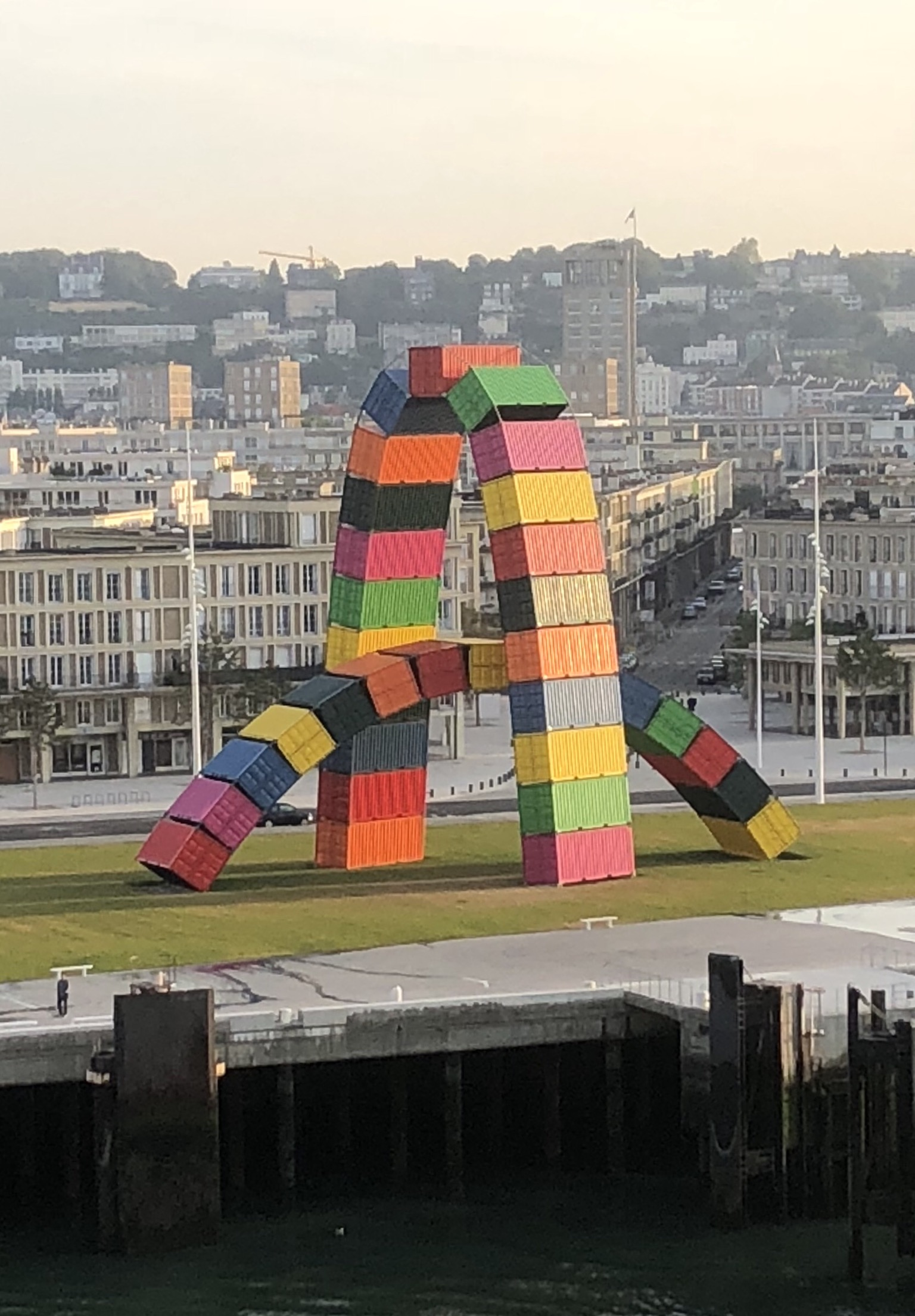
Catène de Container
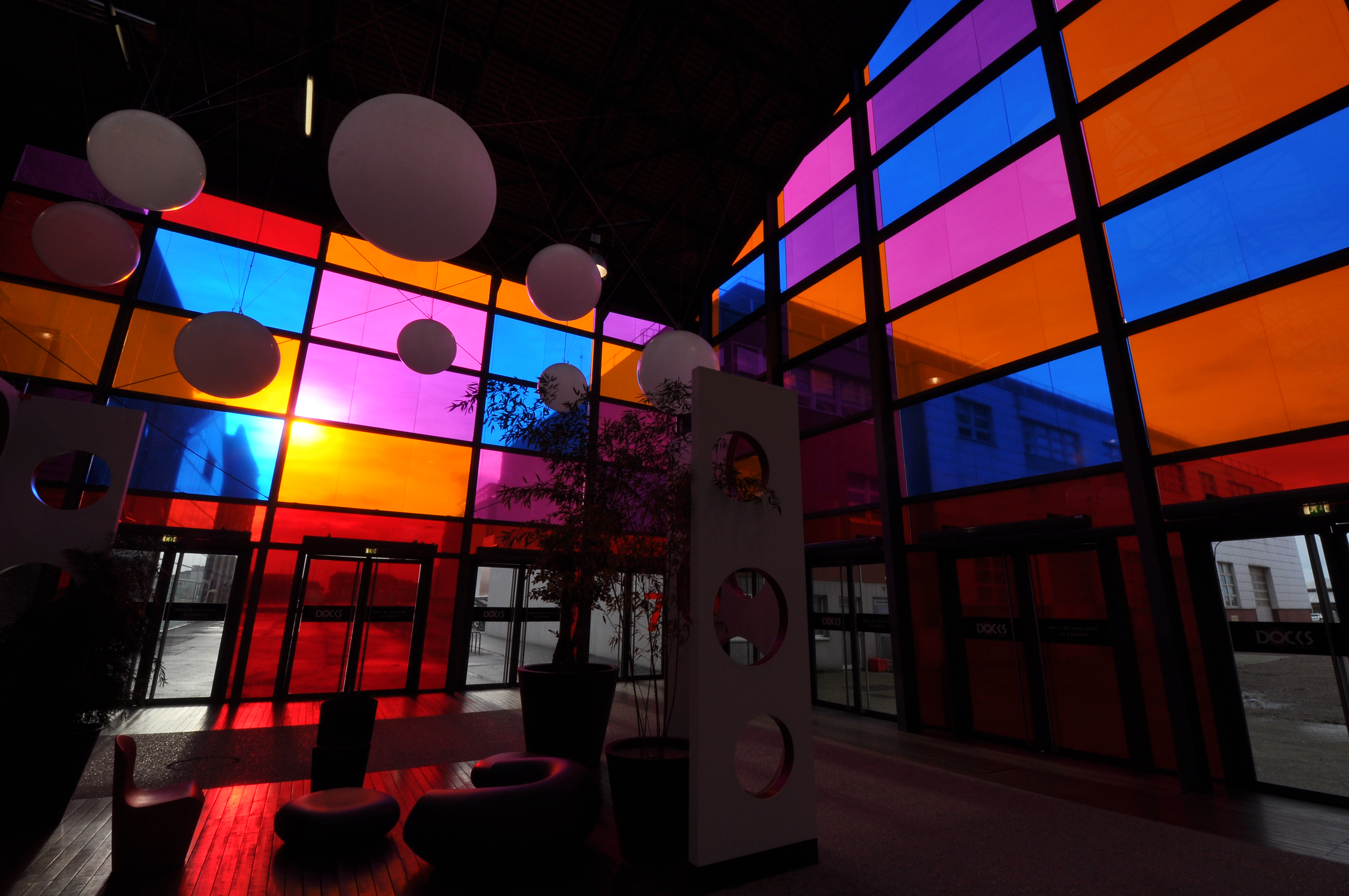
Les Docks Vauban

## Oktatás
- École de management de Normandie

## Híres szülöttei
- Arthur Honegger (1892-1955) – zeneszerző
- Raymond Queneau (1903-1976) – író, költő, esszéista
- Eugène Boudin, festő
- André Caplet, zenész
- Jean Dubuffet, festő
- Raoul Dufy, (1877-1953) festő
- Paul Frère, autóversenyző, újságíró
- Othon Friesz, (1879-1949) festő
- Jerome Le Banner, sportoló

## Testvérvárosai
- Kína – Talien
- Kongói Köztársaság – Pointe-Noire
- Oroszország – Szentpétervár
- Egyesült Királyság – Southampton
- USA – Tampa, Florida